# Mariano Casas
Mariano Casas (València, 1963), és un estudiós i escriptor valencià especialitzat en narrativa juvenil. Va començar a escriure quan era jove i passats els trenta anys va bastir el seu primer llibre, Pirates de la marjal, amb el qual va guanyar el Premi Enric Soler i Godes i, posteriorment el Premi de l'Institut Interuniversitari de Filologia Valenciana al millor llibre juvenil valencià de 1999. Ha escrit literatura juvenil, novel·la d'aventures, de viatges i amb rerefons històric, amb participació aïllada en la literatura adulta (Les ales de Mercuri) o estudis històrics (L'itinerari valencià de Lady Holland, Tupper i la guerra del francés a terres valencianes). Ha estat guardonat o finalista en diversos certàmens literaris de narrativa juvenil.
Amb l'obra Els secrets de l'Eixample, una història ambientada al barri de l'Eixample de València, que parla de les herències poc dessitjables, les hipocresies i els enganys que arroseguem amb nosaltres, guanyà el Premi Enric Valor de Narrativa juvenil 2021, tot repetint guardó vint anys després de guanyar amb l'obra Sabor de crim.

### Ficció
- 1999 Pirates de la marjal
- 2001 Escales d'una fuga
- 2002 Les ales de Mercuri
- 2004 L'escola secreta
- 2004 Sabor de crim
- 2004 La sang dels francesos
- 2005 El rastre de la pantera
- 2006 Un estiu al rodeo
- 2008 Visió nocturna
- 2011 El lleó del Rif
- 2020 El carrer 722
- 2022 Els secrets de l'Eixample

### No ficció
- 2002 L'itinerari valencià de Lady Holland
- 2014 Tupper i la guerra del francés a terres valencianes

## Premis
- 1997 Enric Soler i Godes per Pirates de la marjal[1]
- 1999 Institut Interuniversitari de Filologia Valenciana per Pirates de la marjal[2]
- 2002 Premi Enric Valor de Narrativa juvenil per Sabor de crim[5]
- 2020 Premi Vila de Teulada de Narrativa Juvenil per "El carrer 722"
- 2021 Premi de literatura juvenil Ciutat de Benicarló per La batalla d'Oxford[6]
- 2022 Premi Enric Valor de Narrativa juvenil per Els secrets de l'Eixample[4]